# EXILE EVOLUTION
『EXILE EVOLUTION』（エグザイル エヴォリューション）は、EXILEの5枚目のオリジナルアルバム。2007年3月7日にrhythm zoneから発売。

## 概要
前作『ASIA』から1年ぶりのオリジナルアルバム。EXILE第二章としては初のアルバム。
「CD+2DVD」の豪華3枚組完全初回限定盤、「CD+DVD」の2枚組、「CDのみ」の合計3形態で発売。CDには、3ヶ月連続で発売された3枚のシングルを収録。倖田來未とのコラボレーション「WON'T BE LONG」の新バージョンも含む全15曲（初回盤はボーナストラックを追加した全16曲）を収録。DVDはビデオクリップ集になっており、初回盤のみビデオクリップのメイキング映像を追加収録。「CD+2DVD」の完全初回限定盤にのみ「EXILE VOCAL BATTLE AUDITION 2006 〜ASIAN DREAM〜」のライブの模様とドキュメント映像を完全収録したDVD2が付いている。このDVD2のエンドクレジットには約一万人に及ぶオーディション参加者全員の名前が記されている。

## 収録曲

### CD
1. 〜PHASE〜（Inst.）(2:41)
作曲・編曲：原田憲
2. EVOLUTION (4:55)
作詞：michico / 作曲：T.Kura、michico / 編曲：T.Kura
  - 本作の表題曲
  - 21stシングルカップリング
  - 日本テレビ系『プリズン・ブレイク』テーマソング
3. Everything (4:40)
作詞：ATSUSHI / 作曲・編曲：h-wonder
  - 21stシングル
  - テレビ朝日系『家族〜妻の不在・夫の存在〜』主題歌
  - 富士通「FMV」CMソング[7]
4. Yell (4:27)
作詞：ATSUSHI / 作曲・編曲：春川仁志
  - 雇用促進事業会「あつまるくんの求人案内」TVCFソング[8]
5. Lovers Again (4:37)
作詞：松尾潔 / 作曲・編曲：Jin Nakamura
  - 22ndシングル
  - au「LISMO」CMソング
  - 富士通「ARROWS Tab Wi-Fi」CMソング[7]
6. HOLY NIGHT (5:40)
作詞：ATSUSHI / 作曲：宮地大輔 / 編曲：大野裕一
  - 21stシングルカップリング
  - エムティーアイ「music.jp」TVCFソング
7. WON'T BE LONG feat. NEVER LAND (5:31)
作詞・作曲：Bro.KORN / 編曲：h-wonder
  - EXILE&倖田來未のコラボレーションシングルの新録バージョン
  - バブルガムブラザーズのカバー

倖田のパートをTAKAHIROが歌っている[6]。
8. DANCER'S ANTHEM（Inst.）(2:30)
作曲・編曲：原田憲
9. No Other Man feat. NaNa (3:24) 
作詞・作曲：STY / 編曲：h-wonder
  - エステ「ラ・パルレ」CMイメージソング
10. 彼方から此処へ (4:30)
作詞：谷中敦 / 作曲・編曲：中野雄太
11. Change My Mind (4:45) 
作詞：ATSUSHI / 作曲：和田耕平 / 編曲：h-wonder
  - 22ndシングルカップリング
  - エムティーアイ「music.jp」TVCFソング
12. Giver (4:29)
作詞：ATSUSHI / 作曲：平田祥一郎 / 編曲：h-wonder
  - 21stシングルカップリング
  - テレビ朝日系『アドレな!ガレッジ』エンディングテーマ
13. Dream Catcher (4:13)
作詞：TAKAHIRO / 作曲：藤澤慶昌 / 編曲：h-wonder
TAKAHIRO初作詞曲。
14. 道 (4:39)
作詞：樫田正剛 / 作曲：miwa furuse / 編曲：華原大輔 / ストリングスアレンジ：前嶋康明
  - 23rdシングル
  - エムティーアイ「music.jp」TVCFソング
  - 日本テレビ系『音楽戦士 MUSIC FIGHTER』2007年2月オープニングテーマ
15. One love (5:27)
作詞：Kenn Kato / 作曲：ATSUSHI / 編曲：大野裕一
  - フジテレビ系『LIFE IS BEAUTIFUL～小さないのちの詩～』テーマ曲[9]
16. 運命のヒト -Orchestra Version- (5:26)
作詞：ATSUSHI / 作曲：山口寛雄 / 編曲：中野雄太
  - 14thシングルの2曲目のオーケストラバージョン

初回盤のみ収録。

### DVD

#### DISC1
※CD+DVD、CD+2DVDのみ
- Video Clip
  1. EVOLUTION
  2. Everything
  3. Lovers Again
  4. 道
- Bonus映像
  1. EVOLUTION（Making）
  2. Everything（Making）
  3. Lovers Again（Making）
  4. 道（Making）

#### DISC2「EXILE Vocal Battle Audition 2006 〜ASIAN DREAM〜 9.22最終決戦 at 日本武道館」
※CD+2DVDのみ
1. Eastern Boyz 'N Eastern Girlz
2. LET THE MUSIC PLAY
3. YES!
4. DIAMOND
5. Lovers Again - TAKA/WARNER/田﨑敬浩/前田雄一郎/施鐘泰/Nesmith
6. ROCK DA HOUSE feat. FATMAN SCOOP（with NEVER LAND）
7. One for A11 A11 for One（with NEVER LAND）
8. ただ…逢いたくて
9. style（with WARNER）
10. STAY（with 前田雄一郎）
11. 永遠（with 施鐘泰）
12. 運命のヒト（with 田﨑敬浩）
13. EXIT（with TAKA）
14. Fly Away（with Nesmith）
15. Choo Choo TRAIN
16. The Document Movie of EXILE Vocal Battle Audition 2006 〜ASIAN DREAM〜
  - ナレーション：窪田等